# Domsühl
Domsühl település Németországban, Mecklenburg-Elő-Pomeránia tartományban. Lakosainak száma 1358 fő (2023. december 31.). Domsühl Obere Warnow, Parchim és Friedrichsruhe községekkel határos.

## Népesség
A település népességének változása:
| Lakosok száma | 1009 | 1333 | 1337 | 1350 | 1344 | 1358 |
|               | 2014 | 2017 | 2019 | 2021 | 2022 | 2023 |